# Jean-Louis Carle
Pour les articles homonymes, voir Carle.
Jean-Louis Carle (né le 7 octobre 1925 à Paris 10e et mort le 3 janvier 1975 à Paris 20e) est un coureur cycliste français, professionnel de 1951 à 1955.

## Palmarès
- 1947
  - 3e de Paris-Montereau-Paris
- 1950
  -  Champion de France des sociétés[n 1]
  - 3e de Paris-Bléneau
- 1951
  - Circuit des Vosges
- 1953
  - 3e du Circuit de la vallée de la Loire
- 1954
  - 7e étape du Tour du Maroc

## Résultats sur les grands tours

### Tour de France
3 participations
- 1951 : 63e
- 1952 : hors délai (2e étape)
- 1954 : 48e

### Tour d'Espagne
1 participation
- 1955 : abandon (6e étape)